# Los Campanarios III
Los Campanarios III está enclavado en el Macizo Central de los Picos de Europa o macizo de los Urrieles, en Asturias.